# Ladejarlarna

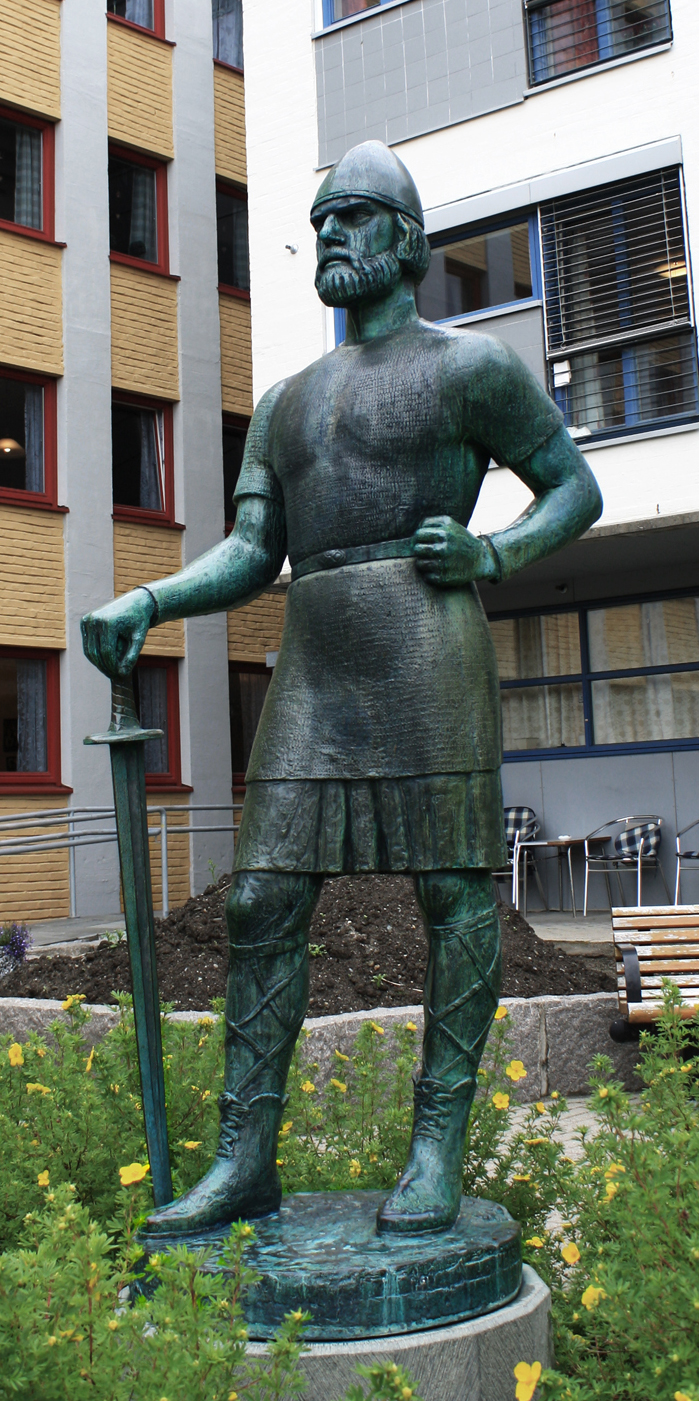
Ladejarlen av Harald Samuelsen. Statyn stod från början framför apoteket Ladejarlen i Trondheim. Den var bekostad av apotekaren Aasmund Laugsand. Statyn står idag i trädgården till Laugsand ålderdomshem bredvid det tidigare apoteket.

Ladejarlarna kallas de mäktiga norska jarlarna från Hålogaland efter att ätten etablerat sig på Lade i Tröndelag runt år 900. Den förste ladejarlen var Håkon Grjotgardsson och de var ursprungligen jarlar över Tröndelag och Hålogaland. Ladejarlarna var från början allierade till Harald Hårfagre och hans söner och deras viktigaste allierade i deras samlande av Norge. Med tiden bröt relationen ihop och släkterna förde en lång kamp om makten i Norge. De nådde höjden av sin makt i slutet av 900-talet och början av 1000-talet, då de danska kungarna invaderade Norge och ladejarlarna blev deras ställföreträdande regenter.
Ätten och i synnerhet Håkon Sigurdsson hyllades i Háleygjatal av Eyvindr skáldaspillir från slutet av 900-talet. Enligt dikten stammade ätten från Oden och jättinnan Skade.
Enligt Olav Tryggvasons saga i Flateyjarbók så fanns det på Lade ett hov vigt till släktens anmödrar Torgerd Holgabrud och hennes syster Irpa. Torgerd var släktens fylgja, och enligt Jomsvikingasagan skall Håkon Sigurdsson i slaget vid Hjörungavåg ha offrat sin yngste son Erling till henne för att få seger.
Till Ladejarlarnas ätt hör en svensk drottning, Gunhild.